# Terminsmarknad
Terminsmarknad avser marknadsplats för handel med olika typer av finansiella prissäkringsprodukter för framtida leveranser av en produkt, till exempel optioner (Futures, Forwards).
På den nordiska elmarknaden tillhandahåller NordPool en terminsmarknad för el och utsläppsrätter.